# گیاه‌پارچ خاسیانا
گیاه‌پارچ خاسیانا (نام علمی: Nepenthes khasiana)، یک گونه از سرده گیاه‌پارچ‌ها و بومی هند بوده و بیشتر در تپه‌های خاسی می‌روید. تصور می‌شود که طعمه را با استفاده از شب‌تابی آبی جذب می‌کند. این گونه پراکنش بسیار محلی دارد و در طبیعت نادر است. اما با پیشرفت‌های جدید در فناوری کشاورزی و کشت بافت، اکنون در محوطه دانشگاه ناگالند، کشت می‌شود.
این گیاه‌پارچ که بومی مگالایا است را می‌توان به‌طور گسترده به‌عنوان گیاهان تزئینی در خارج از بسیاری از خانه‌های ناگالند مشاهده کرد.

جمعیت‌های جدا شده، از منطقه جاراین در تپه‌های جاینتیا (Jaintia Hills)، منطقه باقمارا در تپه‌های گارو (Garo Hills)، از مجاورت تپه‌های خاسی در منطقه مگالایا در بالای خارتونگ، منطقه دیما هاساپو در آسام و در برخی از مناطق ناگالند وجود دارند.

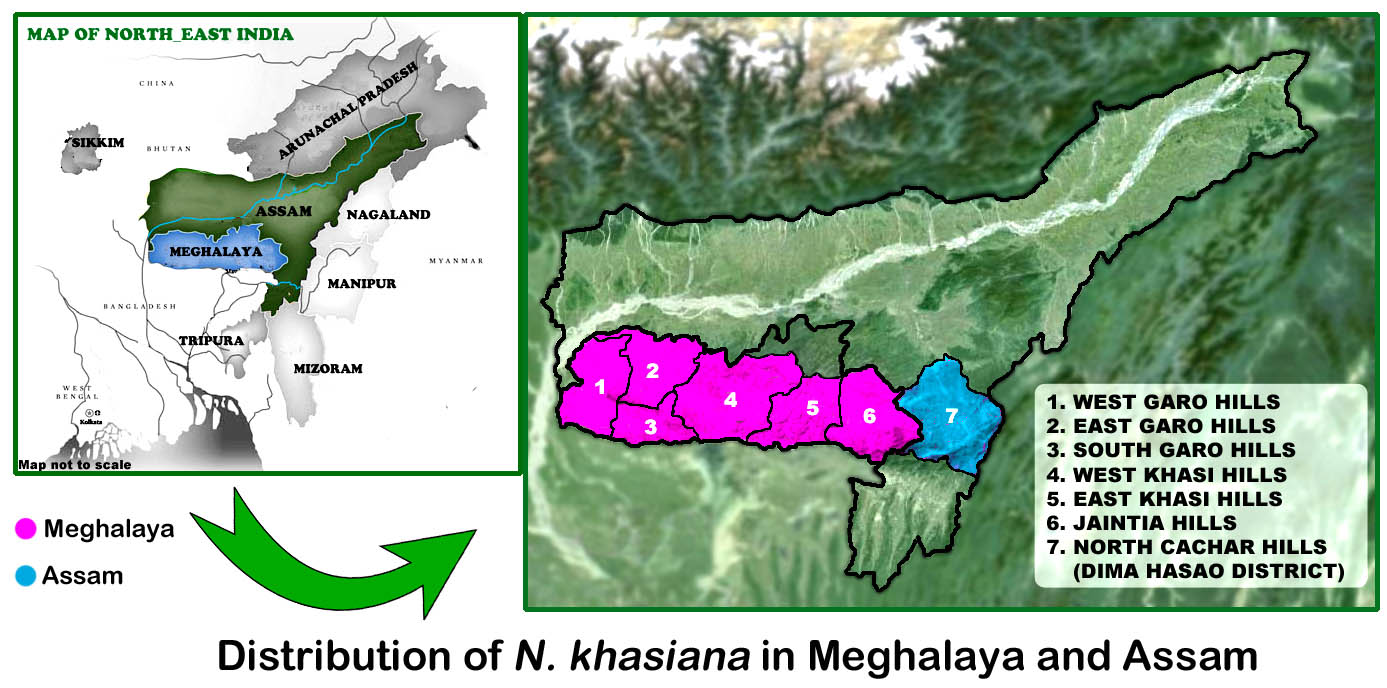

با این وجود، گیاه‌پارچ خاسیانا تنوع ژنتیکی قابل توجهی را نشان می‌دهد. مردم خاسی به این گیاه تیو راکوت می‌گویند که به معنی دیو گل یا گیاه بلعنده است. جاینتیاها آن را کست‌فار (kset phare) می‌نامند که تقریباً به‌عنوان توری درب‌دار ترجمه می‌شود. گاروها این گیاه را ممانگ کاکسی (memang-koksi) می‌نامند که در لغت به معنای سبد شیطان است و قبیله بیات از آسام به گیاه جاگ‌پار (Jug-Par) که به معنی گل کوزه یا (Loisul Kola) است که در لغت به معنای گیاه کوزه است می‌گویند.

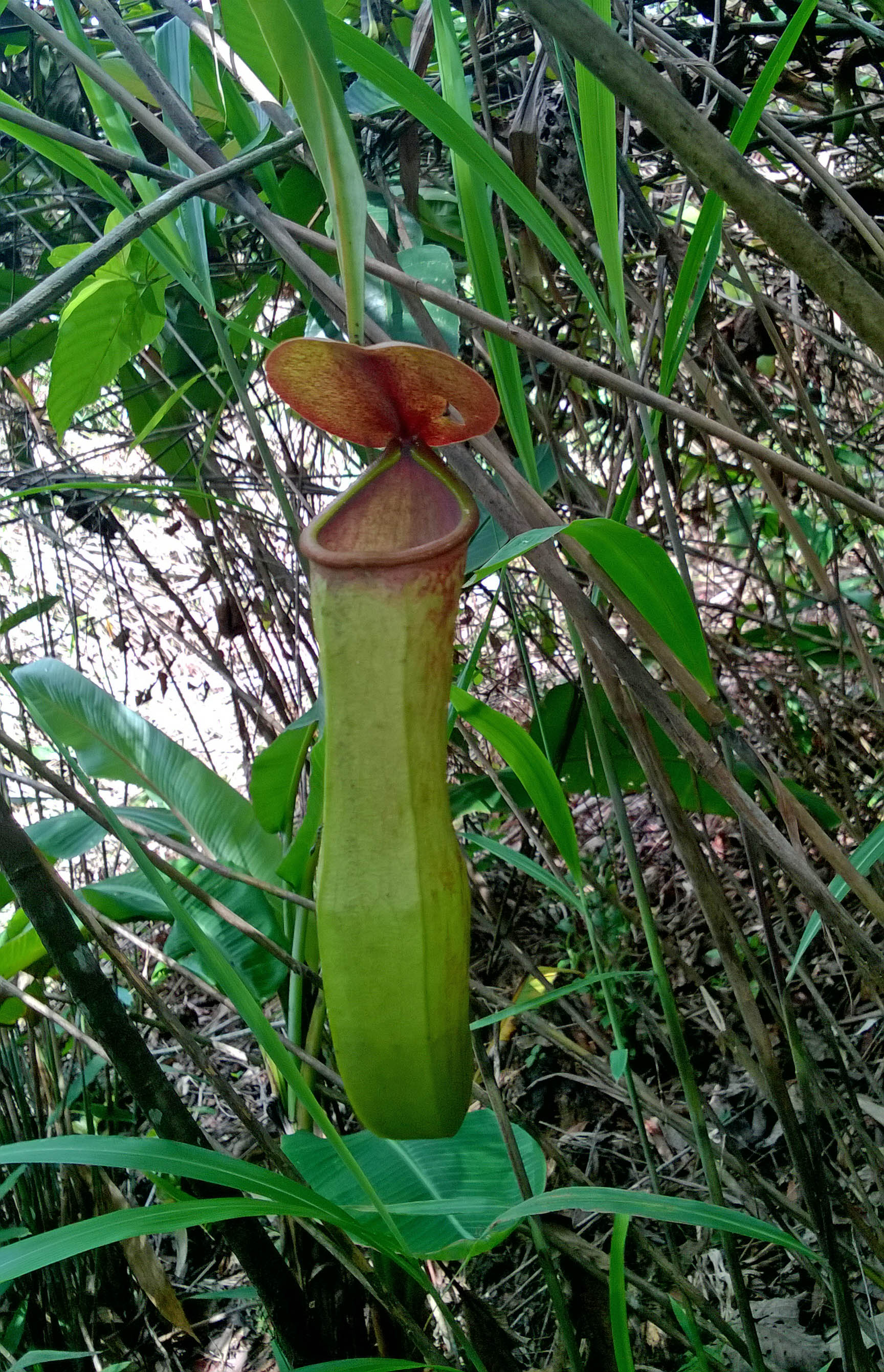
گیاه‌پارچ از روستای وایتانگ هبرون، ناحیه دیما هاسائو، آسام، هند

گیاه‌پارچ خاسیانا یک گونه حفاظت شده بوده و به‌عنوان در خطر انقراض طبقه‌بندی شده است و در فهرست کنوانسیون بین‌المللی تجارت گونه‌های جانوری و گیاهی وحشی در حال انقراض ضمیمه آی (I) به معنی تجارت بین‌المللی تجاری ممنوع است قرار می‌گیرد. تهدیدهای جمعیت‌های وحشی شامل تخریب زیستگاه، زهکشی معدن اسیدی مرتبط با استخراج زغال‌سنگ و جمع‌آوری برای مصارف دارویی و زینتی است.
در سال ۲۰۱۰، مجموعه نادر گیاه‌پارچ با هدف حفاظت از ۴ گونه از گونه‌های در معرض خطر گیاه‌پارچ تأسیس شد: گیاه‌پارچ زرآوندی، گیاه‌پارچ سپرگرد، گیاه‌پارچ سخت‌برگ و گیاه‌پارچ خاسیانا.
نام گیاه‌شناسی خاسیانا (khasiana) در برخی متون قدیمی خسیانا (khasyana) نوشته شده است. این املا در واقع پیش از آن است که به‌طور رسمی در تک‌نگاشت جوزف دالتون هوکر در پارچ‌گیاهان سال ۱۸۷۳ (Nepenthaceae) منتشر شد، همان‌طور که در مقاله‌ای توسط مکسول تی. مسترز (Maxwell T. Masters) در شماره ۲۰ آوریل ۱۸۷۲ تاریخچه باغبانان و کشاورزی (The Gardeners' Chronicle and Agricultural Gazette) ظاهر شد. این مقاله خود بر اساس نسخه خطی تک‌نوشت هوکر است.

در تجارت باغبانی اواخر قرن نوزدهم، گیاه‌پارچ خاسیانا اغلب با گیاه‌پارچ تقطیرکن سریلانکا اشتباه گرفته می‌شد.

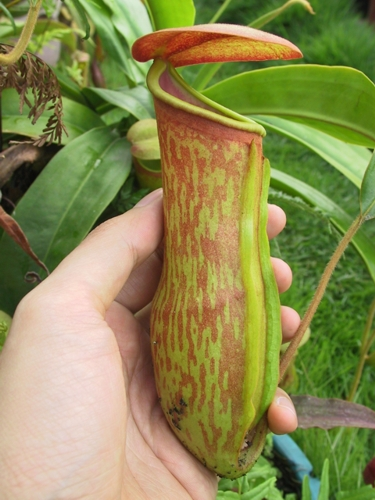
پارچ میانی گیاه بالغ کشت شده
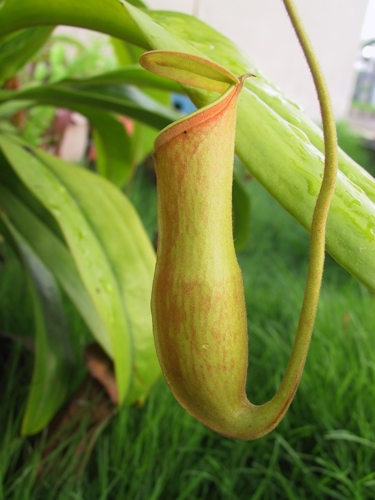
پارچ بالایی گیاه بالغ کشت شده